# Florian Lacassie
Florian Lacassie (Tolone, 16 novembre 1990) è un pallavolista francese, schiacciatore del Cannes.

## Carriera
La carriera di Florian Lacassie inizia nelle selezioni giovanili dell'Aix Université Club.
Nella stagione 2008-09 si trasferisce al Beauvais Oise Université Club, dove rimane per quattro anni. In questo periodo riceve la convocazione dalla selezione juniores della nazionale francese, con la quale partecipa al campionato mondiale di categoria nel 2009.
Dalla stagione 2012-13 è tesserato per il Gazélec Football Club Ajaccio Volley-Ball, con cui vince due Coppe di Francia e la Supercoppa francese 2016. Con la nazionale vince la medaglia di bronzo ai XVII Giochi del Mediterraneo disputati nel 2013 a Mersin, in Turchia.
Nella stagione 2018-19 si trasferisce in Germania al Dürener, in 1. Bundesliga, per poi ritornare in patria già nella stagione successiva, accasandosi allo Stade Poitevin. Nell'annata 2020-21 veste la maglia del Cannes, sempre in Ligue A, con cui vince lo scudetto.

## Palmarès

### Club
- Campionato francese: 1

2020-21
- Coppa di Francia: 2

2015-16, 2016-17
- Supercoppa francese: 1

2016

### Nazionale (competizioni minori)
- Giochi del Mediterraneo 2013